# Erythrina blakei
Erythrina blakei är en ärtväxtart som beskrevs av Richard Neville Parker. Erythrina blakei ingår i släktet Erythrina och familjen ärtväxter. Inga underarter finns listade i Catalogue of Life.